# Olivier Métra
Jules-Louis-Olivier Métra (2 de junio de 1830 - 22 de octubre de 1889) fue un compositor y director de orquesta francés. 

## Biografía
Hijo del actor Jean Baptiste Métra, Olivier Métra comenzó su carrera a muy temprana edad, acompañando a su padre. En 1842 debutó en el Théâtre Comte de París. Además, aprendió a tocar el violín y tocó desde los 19 años en un salón de baile del Bulevar de Rochechouart. Siguiendo el consejo de un músico de orquesta, acudió al Conservatorio de París, donde obtuvo un primer premio de armonía.
Desde 1855 dirigió la orquesta del Bal Mabille, una conocida sala de baile parisina al aire libre. Durante este período adquirió gran popularidad gracias a valses como Le Tour du Monde, la Valse des Roses, Gambrinus y La Nuit La sérénade. De 1872 a 1877 dirigió los bailes de la Opéra-Comique, la orquesta del Folies Bergère para la que compuso varios ballets, entre ellos Les Volontaires . De 1874 a 1876 dirigió los bailes del Teatro Real de la Moneda de Bruselas  y, finalmente, los bailes de la Ópera de París junto con Johann Strauss hijo. El 17 de enero de 1879, estrenó el ballet Yedda, sobre una coreografía de Louis Mérante. En 1885, estableció en el Palais Vivienne las "soirées Metra", que consistían en conciertos, bailes y fiestas en el paseo marítimo los miércoles y sábados por la noche. En 1888, creó en el Théâtre des Bouffes-Parisiens su opereta Le Mariage avant la lettre con libreto de Adolphe Jaime y Georges Duval. Además de sus valses y operetas, Métra realizó numerosos arreglos de otras operetas de compositores como Jacques Offenbach, Émile Tédesco, Louis Ganne, Robert Planquette, Charles Lecocq, Edmond Audran y Léon Vasseur. Algunas de sus composiciones se utilizaron como música de cine, entre otras, en Ciboulette, de Claude Autant-Lara (1930) y Los destinos sentimentales de Olivier Assayas (2000).